# Javi Rodríguez Gonzalvo
Javier Rodríguez Gonzalvo, conocido como Javi Rodríguez (Hospitalet de Llobregat, provincia de Barcelona, España, 6 de octubre de 1977), es un futbolista español. Juega de delantero y su equipo actual es el Palamós CF de la Tercera División de España. 

## Trayectoria
Javi Rodríguez se inició en el fútbol base de la Escuela Santa Eulalia hasta que en infantiles se marchó al Hospitalet, para posteriormente pasar a la cantera del RCD Español para fichar posteriormente por el Palamós, equipo en el que estuvo durante dos temporadas y con el que disputó nueve partidos en su último año con el equipo catalán. En la temporada 99-00 se marcha al Premiá, con el que disputa un total de 29 partidos y marca 9 goles. La SD Eibar se hace con sus servicios para la temporada 200-01 y el Rifle logra debutar en la Segunda División con los de Ipurúa, tomando parte en 6 encuentros y en los que no logra anotar ningún tanto. A mitad de temporada regresa a Segunda B y se incorpora al Hércules CF, con el juega 15 encuentros y marca 4 goles. Sigue en el equipo del Rico Pérez durante la temporada 2001-02, disputando 31 partidos y marcando 6 goles. Tras esta buena temporada, el Pontevedra CF se fija en él y se hace con sus servicios, y en su primer año de granate el equipo se clasifica para los play offs de ascenso, llegando a participar en un total de 44 encuentros y materializando un espectacular registro de 24 goles. En la temporada 2003-04 vuelve a convertirse en el pichichi del Pontevedra CF con 23 goles en un total de 42 encuentros, contando entre Liga y fase de ascenso, en la que por cierto, el Pontevedra CF consigue el ascenso a Segunda División, siendo el autor de dos de los tres goles en el partido clave ante el Lorca Deportiva.
Se produce su regreso a la División de Plata en la temporada 2005-06. Javi Rodríguez juega 42 partidos y anota 16 goles con la camiseta granate pero el equipo no logra mantener la categoría y desciende una temporada después a Segunda B. Varios equipos muestrán interés por Javi Rodríguez y tras jugar en la primera jornada ante el CD Ourense, el Levante UD le paga 480.000€ al Pontevedra CF para hacerse con el jugador en el último día del mercado de fichajes. Con el conjunto granota disputa 18 partidos y anota un gol, logrando al final de esta temporada el ascenso a la Primera División. A pesar de tener dos años más de contrato, sería la única temporada de Javi en el Levante UD ya que en la temporada 2006-07 juega en calidad de cedido en Lorca Deportiva (Segunda División), actuando en 29 partidos y marcando en 6 ocasiones que no le sirven a los lorquinos para mantener la categoría.
En verano de 2007 rescinde su contrato con el Levante UD y se compromete por una temporada con el Racing de Ferrol, con el que disputa 13 partidos y anota dos goles. En el mercado de invierno, el club departamental decide prescindir de sus servicios y es entonces cuando se produce su regreso a Pasarón. Vuelve en enero de 2008 al Pontevedra CF, con el que se compromete por una temporada y media. En junio de 2008 ficha por el CE Sabadell.

## Clubes
| Club                  | País   | Año       |
| --------------------- | ------ | --------- |
| Palamós C. F.         | España | 1997-1999 |
| C. E. Premià          | España | 1998-2000 |
| S. D. Eibar           | España | 2000-2001 |
| Hércules C. F.        | España | 2000-2002 |
| Pontevedra C. F.      | España | 2002-2005 |
| Levante U. D.         | España | 2005-2006 |
| Lorca Deportiva C. F. | España | 2006-2007 |
| Racing Club de Ferrol | España | 2007-2008 |
| Pontevedra C. F.      | España | 2008      |
| C. E. Sabadell        | España | 2008-2009 |
| Sangonera Atlético CF | España | 2009-2010 |
| CD Alcoyano           | España | 2010      |
| Palamós CF            | España | 2011-     |

- Datos: Q5927345